# Liam Kavanagh
Liam Kavanagh (n. 9 februarie 1935, County Wicklow, Leinster⁠(d), Statul Liber Irlandez – d. 13 decembrie 2021) a fost un om politic irlandez, membru al Parlamentului European în perioada 1973-1977 din partea Irlandei.